# Lakó György
Lakó György (Jánoshalma, 1908. szeptember 26. – Budapest, 1996. július 15.) magyar nyelvész, finnugrista, a Magyar Tudományos Akadémia rendes tagja.

## Életpályája
Kiskunhalason járt iskolába, majd érettségi után a Pázmány Péter Tudományegyetemre nyert felvételt, ahol – az Eötvös Kollégium tagjaként – magyar–német szakon végzett 1933-ban. 1934-ben doktorált, Zsirai Miklós tanítványaként. A kollégium igazgatója, Gombocz Zoltán segítségével 1930-ban – első magyar ösztöndíjasként – eljutott Finnországba, Helsinkibe, majd 1931-ben az észtországi Tartuba is (közben Lettországban, lív nyelvrokonaink földjén is járt). 1934–35-ben svéd ösztöndíjat kapott.
Ilyen felkészültséggel sem került be egyből az egyetemre, Jászapátiban lett óraadó tanár, de a kényszerű kitérő után visszakerült a fővárosba, előbb középiskolai tanárnak, majd akadémiai kutatónak, és végre taníthatott a bölcsészkaron is. A második világháború végén az Országos Széchényi Könyvtárban dolgozott.
A II. világháború előtt rendszeres előadója volt a közép-finnországi Jyväskyläi Egyetem nyári egyetemi kurzusainak. Ottani munkája eredménye egy finneknek szóló magyar olvasmánygyűjtemény (Unkarin lukemisto, 1940). Később, 1976-ban a Jyväskyläi Egyetem díszdoktorává választották.
1949-ben jött létre az újonnan kialakított akadémiai kutatóhálózat tagjaként a Nyelvtudományi Intézet. Lakó Györgyöt nevezték ki a Finnugor Osztály vezetőjének. Az Intézetben a hatvanas évektől kezdve évtizedeken át az etimológiai szótárak szerkesztése volt a legkiemelkedőbb projektmunka. 1967 és 1976 között látott napvilágot A magyar nyelv történeti-etimológiai szótára Benkő Loránd főszerkesztésében, s ezzel párhuzamosan készült A magyar szókészlet finnugor elemei, melynek első kötete 1967-ben jelent meg, ezt 1971-ben és 1978-ban követte a másik két rész (a szómutató 1981-re készült el). A szótár főszerkesztője Lakó György volt, mellette szerkesztőként Rédei Károly tevékenykedett, a munkálatokban Erdélyi István, Fabricius-Kovács Ferenc, Gulya János, K. Sal Éva és Vértes Edit vett részt. Bereczki Gábor így méltatta a szótárt: „…a hazai finnugor nyelvtudomány impozáns eredménye ez a mű, amely méltán tarthat számot széleskörű nemzetközi figyelemre és elismerésre. Hiszen ilyen sok szempontú, részletes, nemcsak az egyes szavak, de a hozzájuk fűződő nemzetközi etimológiai irodalom történetét is kritikusan tárgyaló munka nem látott még eddig napvilágot. Aligha szükséges részletezni, hogy egy ilyen mű, amely szintetizálja az utóbbi évszázad finnugor etimológiai kutatásait, mekkora jelentőségű szaktudományunk további fejlődése szempontjából, de ugyanakkor nélkülözhetetlen forrásmunka a rokon finnugor tudományágak művelői számára is.” [1] Ez a nemzetközi viszonylatban is korszerű, magas színvonalú, átlátható szerkesztésmódú szótár méltán vált a magyar és finnugor etimológusok nélkülözhetetlen segédeszközévé. Ebből a szótárból nőtt ki nem sokkal később Rédei Károly főszerkesztésében a Uralisches etymologisches Wörterbuch.
Lakó a kutatóintézet mellett a Eötvös Loránd Tudományegyetemen is nagyon fontos munkát végzett. Zsirai Miklós halála után őt nevezték ki 1956-ban az egyik finnugor tanszék élére. (Abban az időben, 1963-ig két finnugor tanszék létezett, a másik Beke Ödöné volt.) Lakó a tanszékét nyugdíjba vonulásáig, 1978-ig vezette. 1963-ban indult el a három magyarországi egyetemen (Budapest, Szeged, Debrecen) a finnugor szakos képzés, a tanterv kidolgozásában Lakó aktív szerepet vállalt. A 20. század második felének, 21. század elejének meghatározó magyar finnugristái közül jó néhányan Lakó tanítványai voltak.
Lakó 1948-ban lett az MTA levelező tagja, majd 1970-ben rendes taggá választották.
Lakó György a finnugor nyelvészet számos területén alkotott maradandót, munkássága szinte az összes finnugor nyelvre kiterjedt, de főként  a permi nyelvekkel és a lappal (számival) foglalkozott. A hangtörténeti kutatások akkori szintézise A magyar nyelv finnugor alapjai. Bevezetés. Hangtan (1964) című egyetemi jegyzete és A magyar hangállomány finnugor előzményei (1965) c. kötete (ez utóbbi angolul is megjelent). Szintén hangtani témájú volt bölcsészdoktori disszertációja (A permi nyelvek szóvégi magánhangzói). Sokáig meghatározó munkája volt A magyar nyelv finnugor alapjai c. összefoglaló egyetemi jegyzete (1966). Jelentősek permi alaktani és finnugor szófajtani kérdésekkel foglalkozó tanulmányai, ill. rövid mondattani áttekintése is (A magyar mondatszerkezet finnugor sajátosságai, 1991). A magyarországi lappológia igen fontos műve a Tankönyvkiadó chrestomathia-sorozatában megjelent Chrestomathia Lapponica (1986). Az ő nevéhez fűződik az első svéd–magyar középszótár (1969), melynek hat kiadása jelent meg. Az egyetemen svéd órákat is gyakran vállalt.
Igen jelentős Lakó tudománytörténeti munkássága. A múlt magyar tudósai sorozatban jelent meg könyve Sajnovics Jánosról (1973), Budenz Józsefről (1980), Szinnyei Józsefről (1986), s ide sorolhatjuk az általa írt köszöntéseket, nekrológokat is. Összességében mintegy 160 tanulmány, 40 ismertetés és számos ismeretterjesztő írás fűződik a nevéhez.
Tudományszervezői munkássága élére a Nyelvtudományi Közlemények szerkesztése kívánkozik, 1954 és 1967 között volt a folyóirat főszerkesztője. Sok éven át volt a Magyar Nyelvtudományi Társaság Finnugor Szakosztályának elnöke (1957–76), majd társelnöke. 

## Főbb művei
- A permi nyelvek szóvégi magánhangzói. Finnugor Értekezések 2. Budapest, 1934.
- Unkarin lukemisto. Helsinki, 1940.
- A permi prosecutivusrag és transitivusrag rokon nyelvi megfelelői. Nyelvtudományi Közlemények 53 [1952]: 14–23.
- Az újabb őstörténeti kutatások eredményei és a nyelvtudomány. Magyar Nyelv 49 [1953]: 266–278.
- A magyar őstörténet kérdései. Nyelvtudományi Értekezések 5 [1955]: 8–19.
- Voltak-e a finnugor alapnyelvben szókezdő zöngés zárhangok? Nyelvtudományi Közlemények 64 [1962]: 56–70.
- A magyar nyelv finnugor alapjai. Bevezetés. Hangtan. Budapest, 1964.
- A magyar hangállomány finnugor előzményei. Nyelvtudományi Értekezések 47. Budapest, 1965.
- A magyar nyelv finnugor alapjai. Budapest, 1966.
- A magyar szókészlet finnugor elemei 1–3. Budapest, 1967, 1971, 1978. Főszerk. Lakó György.
- Proto-Finno-Ugric Sources of the Hungarian Phonetic Stock. Uralic and Altaic Series 80. Bloomington – The Hague, 1968.
- Svéd–magyar szótár. Budapest, 1969.
- Die Form des Imperativs in den permischen Sprachen. Finnisch-ugrische Forschungen 40 [1973]: 107–116.
- Sajnovics János. A múlt magyar tudósai. Budapest, 1973.
- Budenz József.  A múlt magyar tudósai. Budapest, 1980.
- Szinnyei József. A múlt magyar tudósai. Budapest, 1986.
- Chrestomathia Lapponica. Budapest, 1986.
- A magyar mondatszerkezet finnugor sajátosságai. Pécs, 1991.

FORRÁSOK
- Balázs János: György Lakó is 80 years old. Annales Universitatis Budapestinensis de Rolando Eötvös nominatae 19 [1988]: 7–28.
- Bereczki Gábor: Lakó György 70 éves. Nyelvtudományi Közlemények 80 [1978]: 395–397.
- Domokos Péter: Lakó György 1908–1996. Magyar Tudomány 1996: 1528–1530.
- Honti László: Lakó György. Emlékbeszédek az MTA elhunyt tagjai felett. Budapest: MTA. 2001.
- Kálmán Béla: Lakó György 70 éves. In: Lakó-emlékkönyv. Nyelvészeti tanulmányok. ELTE, Budapest, 1981. 1–6.
- Lakó György: Pályám emlékezete. In: A nyelvészetről – egyes szám, első személyben. MTA Nyelvtudományi Intézete, Budapest, 1991. 151–161.